# Буррата
Буррата (итал. burrata) — итальянский свежий сыр, изготавливаемый из сливок и молока буйволицы или коровы; относится к семейству сыров моцарелла.
Впервые сыр буррата был изготовлен в 1920 году в Италии, на ферме «Бьянкини» (итал. Bianchini) недалеко от города Андрия. В настоящее время сыры буррата производят в регионах Апулия, Кампания и Базиликата. Благодаря своему нежнейшему вкусу, буррата за сравнительно небольшое время приобрёл большую популярность, и в настоящее время считается деликатесом.
Шарик бурраты напоминает снаружи моцареллу, но внутри имеет мягкую сливочную консистенцию. В буррате содержится не менее 60 % жира в сухом остатке, калорийность находится в пределах 330 килокалорий на 100 граммов.

## Способ подачи
Когда буррата нарезана ломтиками, из неё вытекает струя загустевшего крема — страчателла. Сыр имеет насыщенный, маслянистый вкус и сохраняет свежесть молока. Лучше всего его употреблять в пищу в течение 24 часов, а через 48 часов он считается выдержанным в расцвете сил. Благодаря своему вкусу и различной текстуре внутри и снаружи он хорошо сочетается с салатом, прошутто-крудо, хрустящим хлебом, вареньем, свежими помидорами с оливковым маслом, чёрным перцем или макаронами.